# Zaldibar
Zaldibar (spanisch Zaldívar) ist ein Municipio in der spanischen Provinz Bizkaia der Autonomen Gemeinschaft Baskenland in der Comarca Durangaldea (Duranguesado). Zaldibar hat 3.027 Einwohner (Stand: 2024), die mehrheitlich baskischsprachig sind. 

## Lage
Zaldibar liegt etwa 39 Kilometer ostsüdöstlich von Bilbao in einer Höhe von ca. 195 m. Durch die Gemeinde führt die Autopista AP-8. 

## Einwohnerentwicklung
| 1970 | 1981 | 1991 | 2001 | 2011 | 2021 |
| ---- | ---- | ---- | ---- | ---- | ---- |
| 2770 | 3222 | 3152 | 2879 | 3038 | 3038 |

## Sehenswürdigkeiten

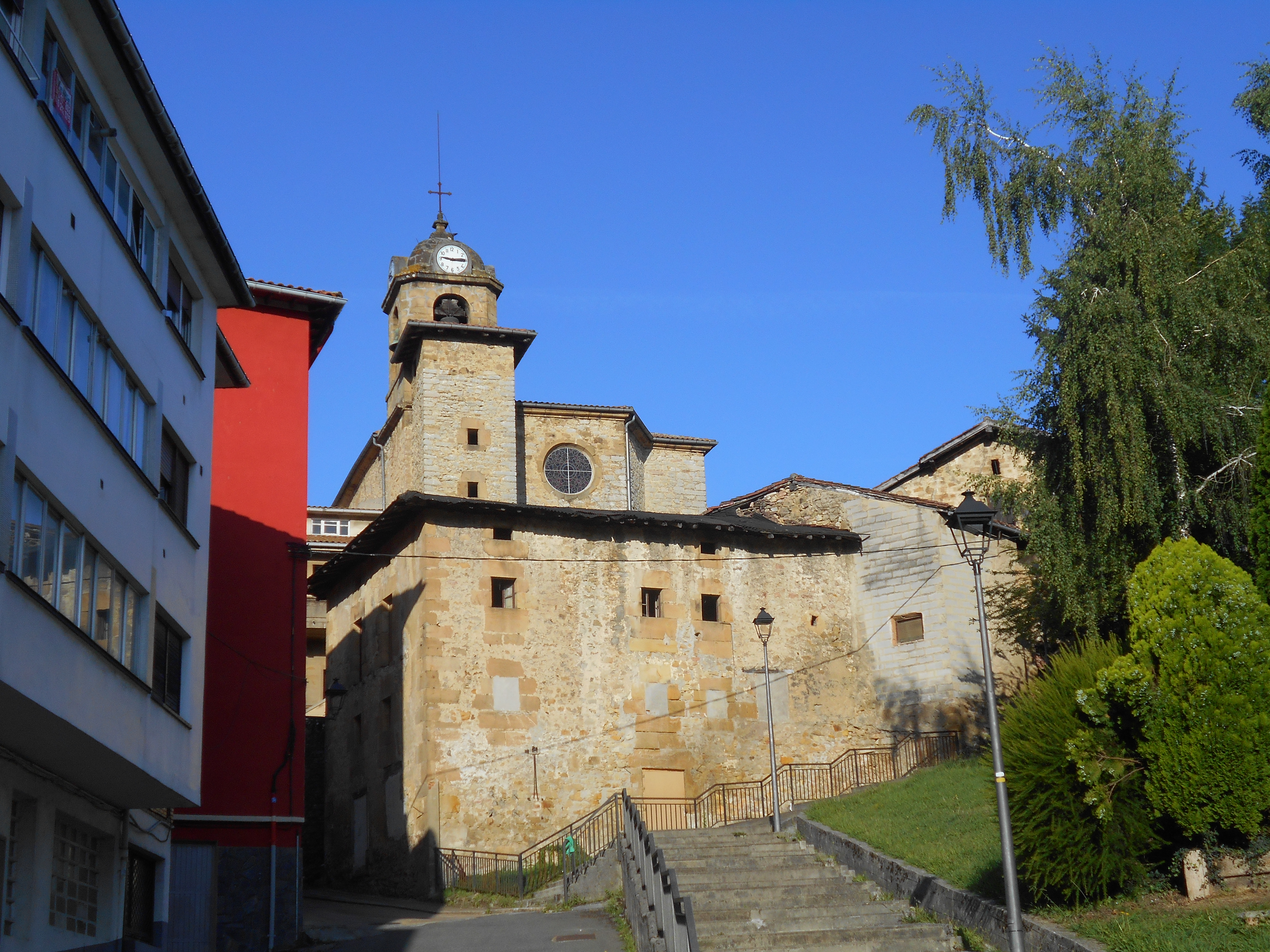
Andreaskirche
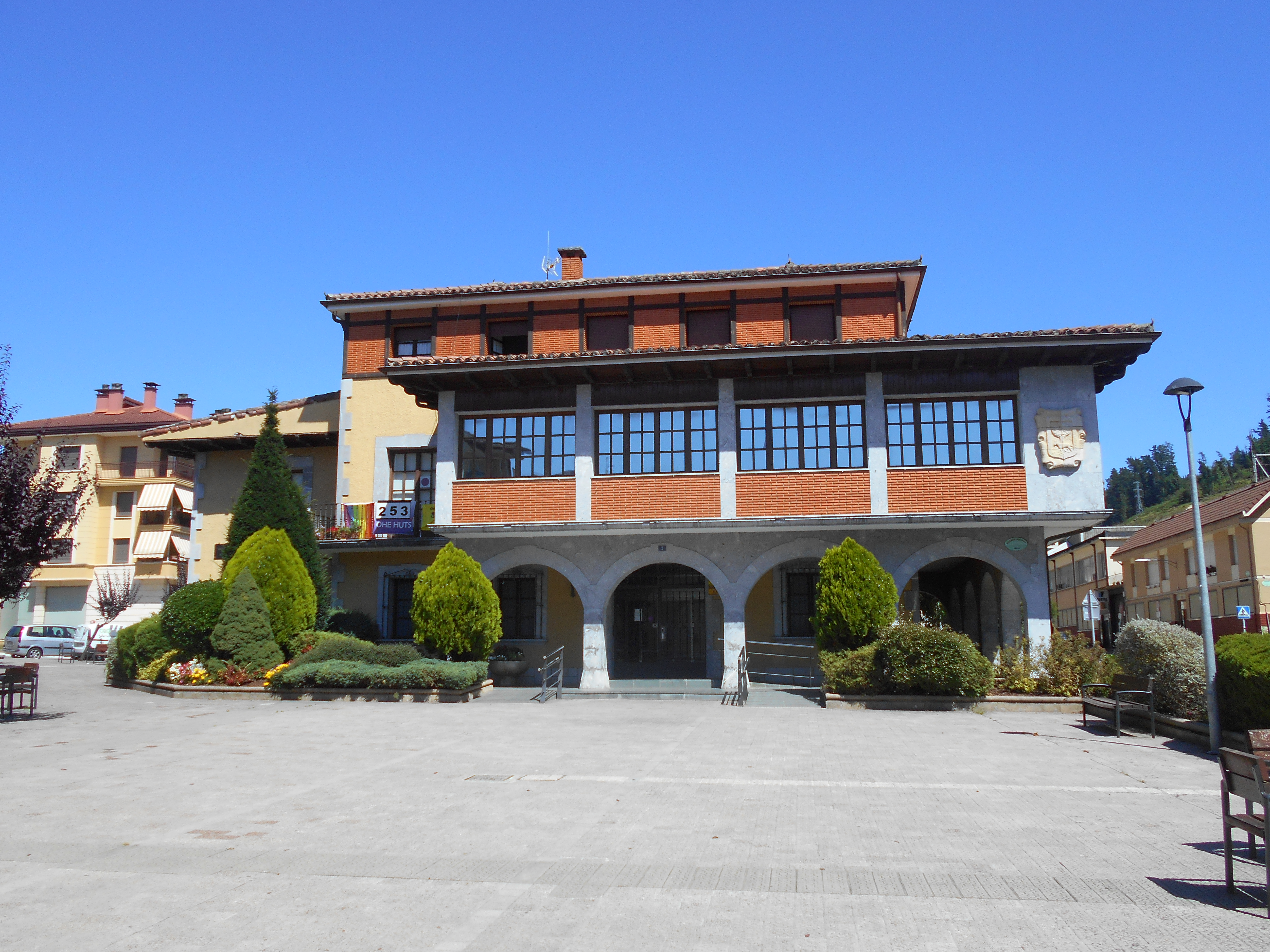
Rathaus

- Andreaskirche
- Rathaus

## Katastrophe vom 6. Februar 2020
Gegen 16:30 Uhr geriet die Deponie ins Rutschen und stürzte in sich zusammen. Dabei wurde ein weiterer Erdrutsch ausgelöst, der die wichtigen Fernverkehrsstraßen AP-8 und N-634 verschüttete. Durch das mangelhafte Krisenmanagement wurden die Rettungsmaßnahmen zunächst unkoordiniert vorgenommen. Erst als festgestellt wurde, dass Asbest aus Bauschutt freigesetzt wurde, konnten die Arbeiten koordiniert fortgesetzt werden. Es kam ferner zu einem neun Tage dauernden Methangasfeuer. Zu beklagen waren letztlich zwei tote Deponiearbeiter, die nie gefunden wurden. 

## Persönlichkeiten
- José Luis Mendilibar (* 1961), Fußballspieler und -trainer
- Iñaki Aiarzaguena (* 1969), Radrennfahrer
- Rubén Pérez Moreno (* 1981), Radrennfahrer